# فرودگاه‌ام تیمان
فرودگاه‌ام تیمان (به انگلیسی: Am Timan Airport) یک فرودگاه همگانی با کد یاتا AMC است که یک باند فرود بتن دارد و طول باند آن ۱۸۹۲ متر است. این فرودگاه در شهر ام تیمان کشور چاد قرار دارد و در ارتفاع ۴۳۳ متری از سطح دریا واقع شده‌است.